# Powiat Aszód
Powiat Aszód (węg. Aszódi járás) – jeden z piętnastu powiatów komitatu Pest na Węgrzech. Jego powierzchnia wynosi 241,41 km². W 2009 liczył 35 451 mieszkańców (gęstość zaludnienia 147 os./1 km²). Siedzibą władz jest miasto Aszód.

## Miejscowości powiatu Aszód
- Aszód
- Bag
- Domony
- Galgahévíz
- Hévízgyörk
- Iklad
- Kartal
- Tura
- Verseg